# Hideki Jukawa
Jukawa Hideki  (japonsky 湯川 秀樹, anglicky Yukawa Hideki, 23. ledna 1907 Tokio – 8. září 1981 Kjóto) byl fyzik, první japonský nositel Nobelovy ceny za fyziku (1949), kterou obdržel za předpověď existence mezonů na základě teoretického výzkumu jaderných sil. Je po něm pojmenován Jukawův potenciál silné interakce.

## Vyznamenání a ocenění
- Řád kultury – Japonsko, 1943
- Nobelova cena za fyziku – 1949
- Lomonosovova zlatá medaile – 1964
- Pour le Mérite – Německo, 1967
- Řád vycházejícího slunce I. třídy – Japonsko, 1977